# Janet Megamix 04
Singles de Janet Jackson
"Come On Get Up"
(2002) "Just a Little While"
(2004)
Janet Megamix 04 est un megamix produit par le DJ Chris Cox, sorti le 11 décembre 2003 afin de promouvoir le huitième album de Janet Jackson, Damita Jo.

## Informations
Le megamix produit par Chris Cox comporte des extraits de 13 singles de Janet Jackson. Il est sorti peu de temps avant le premier single de Damita Jo, Just a Little While. Pendant la production, le studio d'enregistrement de Cox a été ravagé par un incendie. Le single est entré à la 34e place du Hot Dance Club Play du Billboard et y est resté onze semaines, atteignant la troisième place en mars 2004 .
Le megamix complet inclut, par ordre d'apparition : That's the Way Love Goes, Son of a Gun (I Betcha Think This Song Is About You), If, Got 'til It's Gone, Doesn't Really Matter, Go Deep, You Want This, All for You, I Get Lonely, Someone to Call My Lover, Throb, Again", et Together Again.
La seule version disponible dans le commerce est la version radio, qui apparait sur la face B du CD Just a Little While au Royaume-Uni.

## Clip
Un clip composé d'extraits d'autres clips de la chanteuse. Il n'est jamais sorti commercialement mais l'on peut le trouver sur YouTube.

## Supports
| CD promo États-Unis (708761831320) CD promo Royaume-Uni (708761833522) 1. Janet Megamix 04 (Chris Cox Radio Edit) – 4:15 2. Janet Megamix 04 (Chris Cox Club Megamix) – 11:21 3. Janet Megamix 04 (Hard Cox Mega Dub) – 8:21 |

## Remixes officiels
- Chris Cox Radio Edit – 4:15
- Chris Cox Club Megamix – 11:21
- Hard Cox Mega Dub – 8:21

## Classements
| Pays (2004)                              | Meilleure position |
| ---------------------------------------- | ------------------ |
| États-Unis Billboard Hot Dance Club Play | 3                  |